# Sirio Vernati
Sirio Vernati (Zurigo, 12 maggio 1907 – 22 febbraio 1993) è stato un calciatore svizzero, di ruolo centrocampista.